# Guiderius
Guider ou Guiderius  était, selon Geoffroy de Monmouth, un roi légendaire de Bretagne.

## Biographie
Guider selon Geoffroy de Monmouth est le fils ainé et successeur de « Kimbelin » c'est-à-dire de Cunobelinos. Il refuse de continuer à payer le tribut que son père avait volontairement accepté. L'empereur Claude de Rome décide alors d'intevenir en Bretagne insulaire. Il charge le « chef de sa milice » un certain Lelius Hamo un breton romanisé de prendre une cité nommée « Porchester » et de combattre les bretons. Guider rassemble ses hommes et écrase les envahisseurs. Alors que Claude se prépare à réembarquer. Hamo qui parlait la langue bretonne se débarrasse de son équipement romain et revêt des habits et des armes bretonnes. il réussit à s'approcher de Guider et le tue d'un coup d'épée. Son frère cadet Arvirargus qui était à ses côtés, prend la tête des bretons tue le traitre et devient roi .
Mike Ashley estime que l'existence de ce Guiderius ou Gweirydd est liée à une confusion de Geoffroy avec le roi historique Togodumnus contemporain du refus de payer le tribut à l'origine de l'expédition de l'empereur Claude.

## Sources
- (fr) Histoire des rois de Bretagne, traduit et commenté par Laurence Mathey-Maille, Édition Les belles lettres, coll. « La roue à livres », Paris, 2004,  (ISBN 2-251-33917-5)
- (en) Mike Ashley British Kings & Queens  Robinson (Londres 1998)  (ISBN 1841190969) « Guiderius » p. 717, table p. 67.